# Love, Whitney
Albums de Whitney Houston
Whitney: The Greatest Hits
(2000) Just Whitney
(2002)
Love, Whitney est une compilation de Whitney Houston sortie le 20 novembre 2001 en Europe et l'année suivante aux États-Unis.

## Pistes

### Version standard
| 1.    | Until You Come Back           | Babyface, Daryl Simmons                                      | Babyface                       | 4:55 |
| 2.    | I Have Nothing                | David Foster, Linda Thompson                                 | David Foster                   | 4:50 |
| 3.    | Why Does It Hurt So Bad       | Babyface                                                     | Babyface                       | 4:39 |
| 4.    | You Give Good Love            | Lala                                                         | Kasif                          | 4:12 |
| 5.    | All the Man That I Need       | Dean Pitchford, Michael Gore                                 | Narada Michael Walden          | 3:57 |
| 6.    | Where Do Broken Hearts Go     | Frank Wildhorn, Chuck Jackson                                | Narada Michael Walden          | 4:38 |
| 7.    | Just the Lonely Talking Again | Sam Dees                                                     | Narada Michael Walden          | 5:33 |
| 8.    | Exhale (Shoop Shoop)          | Babyface                                                     | Babyface                       | 3:24 |
| 9.    | Miracle                       | L.A. Reid, Babyface                                          | L.A. Reid, Babyface            | 5:46 |
| 10.   | For the Love of You           | O'Kelly Isley, Jr., Ronald Isley, Marvin Isley, Chris Jasper | Narada Michael Walden          | 5:35 |
| 11.   | Saving All My Love for You    | Michael Masser, Gerry Goffin                                 | Michael Masser                 | 3:56 |
| 12.   | Run to You                    | Allan Rich, Jud Friedman                                     | David Foster                   | 4:27 |
| 13.   | I Believe in You and Me       | David Wolfert, Sandy Linzer                                  | Mervyn Warren, Whitney Houston | 3:55 |
| 14.   | Didn't We Almost Have It All  | Michael Masser, Will Jennings                                | Michael Masser                 | 4:38 |
| 15.   | All at Once                   | Michael Masser, Jeffrey Osborne                              | Michael Masser                 | 4:29 |
| 16.   | I Will Always Love You        | Dolly Parton                                                 | David Foster                   | 4:23 |
| 73:28 |                               |                                                              |                                |      |

### Bonus de la version nord-américaine
| 17.   | My Love Is Your Love                                       | Wyclef Jean, Jerry Duplessis                  | Wyclef Jean, Jerry "Wonder" Duplessis | 4:18 |
| 18.   | Could I Have This Kiss Forever (duo avec Enrique Iglesias) | Diane Warren                                  | David Foster                          | 3:55 |
| 19.   | When You Believe (duo avec Mariah Carey)                   | Stephen Schwartz                              | Babyface                              | 4:32 |
| 20.   | I Learned from the Best                                    | Diane Warren                                  | David Foster                          | 4:21 |
| 21.   | Heartbreak Hotel (featuring Faith Evans and Kelly Price)   | Kenneth Karlin, Tamera Savage, Carsten Schack | Soulshock and Karlin                  | 4:41 |
| 22.   | Same Script, Different Cast (duo avec Deborah Cox)         | Anthony Crawford, Shae Jones, Stacey Dove     | Anthony Crawford                      | 4:58 |
| 73:28 |                                                            |                                               |                                       |      |